# Csaba Imre
Csaba Imre, Cziffer Imre (Pápa, 1921. március 2. – Veszprém, 1991. január 27.) szerkesztő, író, újságíró.
1945-ben újságíróként került a Pápai Néplap szerkesztőségéhez. Publicisztikai tevékenység mellett szépíróként is hamarosan ismertté vált. 1946-tól kis megszakításokkal 1978-ig a Veszprém Megyei Népújság, illetve a jogutód lapok főszerkesztője. Elbeszélései a Veszprémi Szemle, az Életünk c. folyóiratokban és az általa szerkesztett napilapban jelentek meg. Egy-egy elbeszélésével szerepelt a Megmozdult a föld, a Vörös szikrák és az Örökösök c. megyei antológiákban.

## Művei
- A Tanácsköztársaság Veszprém megyében. Veszprém, 1959.
- A Tanácsköztársaság veszprémi kormánybiztosa. = Veszprém Megyei Múzeumok Közleményei 1–23. Veszprém, 1963–2004. 1. Köt. Veszprém, 1963.
- Vallási szekták Veszprém megyében. = Új Helikon, 2. sz. Veszprém, 1963.
- Támadás menetből (1917-1945). (A megye munkásmozgalmi emlékeit eleveníti fel.) Veszprém, 1969.